# 6007 Billevans
6007 Billevans (1990 BE2) là một tiểu hành tinh vành đai chính được phát hiện ngày 28 tháng 1 năm 1990 bởi S. Ueda và H. Kaneda ở Kushiro.